# Janet Petro
Janet E. Petro est une ingénieure et fonctionnaire civile américaine, actuellement 11e directrice du Centre spatial Kennedy de la NASA. Elle est nomée directrice du Centre spatial John F. Kennedy par l'administrateur de la NASA Bill Nelson le 30 juin 2021, et administratrice intérimaire de la NASA du 20 janvier au 9 juillet 2025, nommée par le président Donald Trump, et devenant la première femme à occuper chacune de ces fonctions. Petro était précédemment directrice adjointe du Centre spatial John F. Kennedy.

## Éducation et début de vie
Née au Michigan, Janet Petro déménage avec sa famille sur la côte spatiale de Floride lorsque son père a été embauché par la NASA pour travailler sur les programmes Mercury et Gemini du Centre spatial Kennedy. Elle a grandi à Satellite Beach et a fréquenté l'école élémentaire Surfside, le collège DeLaura et la Satellite Highschool. Janet Petro a obtenu son diplôme en 1981 de l'Académie militaire de West Point, avec un BofA en ingénierie, faisant partie de la deuxième promotion à inclure des femmes. Elle possède également un Master of Science en administration des affaires du collège métropolitain de l'université de Boston,.

## Début de carrière
Janet Petro a commencé sa carrière en tant qu'officier commissionné dans l'armée américaine après avoir obtenu son diplôme de l'Académie militaire de West Point. En servant dans l'armée, elle a été affectée à la branche de l'aviation de l'US Army, où elle a piloté des hélicoptères et dirigé des missions de troupes en Allemagne. Elle a ensuite travaillé pour Science Applications International Corporation dans divers postes de gestion et pour McDonnell Douglas Aerospace Corporation, où elle a servi en tant qu'ingénieure mécanique et spécialiste de charge utile avant de rejoindre la NASA.

## Directrice adjointe
En tant que directrice adjointe du Centre spatial Kennedy, Janet Petro a mené la transition du centre vers un port spatial à usage multiple. Pendant 12 mois, elle a occupé un poste au siège de la NASA à Washington, D.C., en tant que directrice adjointe associée et directrice intérimaire du Bureau d'évaluation où elle était responsable de la gestion d'initiatives inter-agences, aidant à gérer les 9 000 employés de service civil et sous contrat du centre, et exécutant les opérations de mission spatiale de la NASA. Après la retraite du Programme de la navette spatiale américaine en 2011, elle a aidé la NASA à définir l'orientation du centre en tant que port spatial multi-utilisateur efficace aux États-Unis. Elle a également été la première femme à occuper le poste de directrice adjointe.

## Administratrice intérimaire de la NASA
Janet Petro est nommée administratrice intérimaire de la NASA par le président Donald Trump le 20 janvier 2025, devenant la première femme à occuper ce poste. Elle exerce cette fonction jusqu'au 9 juillet suivant, date à laquelle Sean Duffy est nommé pour la remplacer.

## Récompenses
En 2018, Janet Petro a été sélectionnée par le gouverneur de Floride pour être intronisée dans le Florida Women's Hall of Fame. En 2019, elle a reçu la médaille d'excellence en gestion des Samuel J. Heyman Service to America Medals. Elle est également récipiendaire du Prix exécutif distingué du président et du Silver Snoopy Award.